# فاطمه دانشور
فاطمه دانشور (زاده ۱۳۵۳ تهران) کارآفرین و بازرگان ایرانی است که عضو شورای اسلامی شهر تهران در دوره چهارم بوده‌است‌. وی کارشناس مدیریت بیمارستانی و کارشناس ارشد مدیریت بازرگانی از دانشگاه تهران است.

## زمینهٔ کاری تجارت
از سال ۱۳۸۲ ه‍.خ با همسرش مهرداد اکبریان شرکتی معدنی تأسیس کرد که در حال حاضر بهره‌برداری از سه معدن بزرگ سنگ آهن در شاهرود، رفسنجان و بیجار را برعهده دارد و به‌طور مستقیم یک‌صد نفر و به‌طور غیرمستقیم ۳۰۰ نفر مشغول بکار هستند. نگاهی به فعالیت‌های اقتصادی وی نشان می‌دهد مهم‌ترین ویژگی کاری‌اش، بیشتر حول استخراج سنگ‌آهن و فروش آن است، او مدیرعامل شرکت سپهرآسیا و بنیانگذار مؤسسه نیکوکاری مهرآفرین پناه عصر است. او همچنین سابقهٔ نگارش مطالب در زمینه کارآفرینی در مجلات و روزنامه‌ها را هم دارد و از فعالیت‌های او در این زمینه می‌توان به نویسندگی و عضویت در شورای دبیران و مشاوران مجله پنجره خلاقیت، مجله‌ای در زمینه کارآفرینی اشاره کرد.وی در کار خود بسیار سخت کوش نشان داده است

## ورود به اتاق بازرگانی
او رئیس کمیسیون اخلاق کسب و کار و مسئولیت اجتماعی در اتاق بازرگانی و عضو هیئت رئیسه شورای بانوان بازرگان اتاق تهران است.

## شرکت در مناصب دولتی
وی در چهارمین دوره انتخابات شورای شهر تهران (۱۳۹۲ تا ۱۳۹۶) تحت فهرست اصلاح‌طلبان نامزد شد و توانست به شورای شهر تهران راه پیدا کند. او ثروتمندترین عضو شورای شهر خوانده شده‌است.

## جنجال‌ها پیرامون وی
در اسفند ۱۳۹۲ ه‍.خ انتشار مطلبی در روزنامه آسمان پیرامون ثروت و وضع زندگی او واکنش‌هایی را برانگیخت.

## موسسه نیکوکاری مهرآفرین
مؤسسه مهرآفرین (مؤسسه نیکوکاری مهرآفرین پناه عصر) پس از دو سال فعالیت پراکنده در سال ۱۳۸۴ ه‍.خ به شکل رسمی توسط فاطمه دانشور فعالیت‌های  خود را آغاز کرد. از آن تاریخ تا به امروز، دانشور به همراه همسرش مهرداد اکبریان قسمتی از سرمایه خود از شرکت سیاحان سپهر آسیا در مهرآفرین سرمایه‌گذاری کرده و از این طریق بدون کمک هیچ نهاد دیگری تا ۳ سال به فعالیت‌های نیکوکارانه خود ادامه دادند؛ و همچنین خانه پدری را نیز وقف امور خیریه نموده و دفتر عملیاتی مهرآفرین در میدان شهدا، در حقیقت همین خانه و ارثی است که از پدر به او رسیده‌است.